# Festuca ovina
Овчији вијук (лат. Festuca ovina) је вишегодишња, зељаста биљка из породица трава (лат. Poaceae). Назив врсте води корен из латинског језика од речи ovinus, што значи овца, те одатле народни назив води и порекло.

## Опис
Овчији вијук је вишегодишња, густо бусенаста биљка, сивозелене до изразито јарко зелене боје, са стерилним стабљикама које су позициониране интравагинално. Стабљлика је танка, усправна или устајућа, у највећем броју случајева са 2 чланка, испод цвасти метлице храпава или глатка, длакава до гола. Рукавац (ochrea) разрезан, гладак, уздужне пруге одсуствују, при основи је цео и врло често покривен ситним длачицама. Језичак (ligula) јако кратак и јасно уваст. Листови су кончасти или чекињасти, цилиндричног облика, суви, тупи, храпави или глатки, ширине од 0.3 до 1.1 милиметар, са 3/5/7 нерава, зеленкасти. Испод епидермиса листа се јавља јасно издвојен склеренхимски слој, који је континуиран. Цваст је метлица, усправна, линеарно дугуљаста или дугуљасто јајаста, дужине од 2 до 12 центиметара. Класићи унутар метлице дугуљасти или дугуљасто елиптични, дужине од 4 до 8 милиметара, са 3 до 8 цветова који су зелени или прљавољубичасти, али се могу јавити и интезивно љубичасти цветови, што је реткост. Плеве неједнаке, ланцетасте, доња плева је дугачка од 1.5 до 3.5 милиметара, док је горња плева дугачка од 2 до 4.5 милиметара. Плевица је дугачка од 3 до 5 милиметара, са осјем (аристом) дужине 1-2 милиметра, које ретко одсуствује, али ако одсуствује, тада је присутан кратак шиљак. Прашници су дугачки од 1.5 до 2.5 милиметара, а плодник је го. Цвета у периоду од маја до јула. Ова врста је хермафродитна (мушки и женски цветови су у оквиру једне исте јединке), а опрашује се ветром. Преферира влажна земљишта, а може да расте и у нутритивно сиромашном земљишту и добро подноси сушу. Може да расте у условима благо киселе до изразито алкалне средине. У домену светлости претежно расте у полусенци или ван сенке.  

## Станиште
Ова врста настањује стеновита и травната места, поред путева унутар урбаних екосистема, ксерфоитне шуме, а такође је доминантна и на ливадама. Присутна је од низијских предела, па све до високопланинских подручја. 

## Опште распрострањење
Распострањена је у Европи, Азији, Северној Африци, док у Северној Америци представља алохтону врсту. 

## Варијабилност врсте
Festuca ovina subsp. ovina L. - стабљлика ове подврсте је висока од 10 до 60 центиметара. Рукавац само при основи затворен, иначе је отворен. Листови по правилу су храпави, од 0.3 до 0.8 милиметара у пречнику. Метлица усправна, дугачка од 2 до 12 центиметара. Подврста је врло честа у планинском региону, појединачно се налази на већим надморским висинама. Распрострањена.
Festuca ovina subsp. sudetica (Kittel) Hayek. - ниска биљка, висине од 5 до 30 центиметара. Стабљика је крута, са 2 листа, у горњем делу четвороугласта, храпава или длакава. Рукавац је у доњој трећини или доњој четвртини цео. Листови су скоро увек глатки, зелени, чекињасти, од 0.3 до 1 милиметар у пречнику. Метлица је дугачка од 2 до 4 центиметра. Класићи су дугачки од 6 до 8 милиметара. Плевица је дугачка од 3.5 до 5 милиметара, са дужом или краћом аристом. Настањује високо планинске пашњаке. 
Festuca ovina subsp. grandiflora (Hackel) Nyar. - класићи су велики и дугачки до чак 8 милиметара. Метлица је са мало класића. Ариста је дужа од половине плевице. Налази се на надморској висини од 1900 метара. Распрострањена је на Косову и Лумбардиским планинама. 